# Hengest i Horsa
Hengest i Horsa su osobe iz anglosaksonske i britske legende. Po toj su legendi dvojica germanske braće koji su vodili vojske plemena Angla, Sasa i Juta u pohodu na Britaniju, kad su sredinom 5. stoljeća osvojili svoje prve teritorije. Hengest preko svog sina (koji varira ovisno o izvoru),  tradicionalno je navađan kao utemeljitelj Kraljevine Kenta. Pretpostavlja se da je kraljevao od 455./456. do 488. godine.
Hengesta i Horsu navodi Historia ecclesiastica gentis Anglorum sv. Bede Časnog iz 8. stoljeća, Historia Brittonum redovnika Nenija iz 9. stoljeća, zbirka anala Anglosaska kronika iz 9. stoljeća. Galfrid Monmouthski je znatno proširio priču u svom vrlo utjecajnom pseudopovjesničarskom djelu iz 12. stoljeća Historia Regum Britanniae koje je bilo prevedeno na nekoliko jezika. Ishod je da se ovaj dvojac pojavljuje u radovima iz razdoblja što su uslijedila. Hengesta se kratko spominje u Mlađoj Eddi Snorrija Sturlusona iz 13. stoljeća.
Prema tim izvorima Hengest i Horsa su dospjeli u Britaniju kao plaćenici u službi britskog kralja Vortigerna. Ovaj se događaj tradicijski smatra anglosaska invazija na Britaniju. Izvori se ne slažu je li Hengest bio otac ili djed Aesca Kentskog ili Octe Kentskog, jedan od kojih je naslijedio Hengesta na mjestu kralja. Djelo Historia Brittonum navodi Hengestovu kćer, no ne i njeno ime (ime joj se prvi put spominje u Historia Regum Britanniae - Rowena). Historia Brittonum navodi dalje da je ona zavela Vortigerna, što je dovelo do Noći dugih noževa, kad su Hengestovi ljudi masakrirali Brite na mirovnim pregovorima koji su se održavali na Salisburyjskoj visoravni. Dok stariji izvori navode da je Horsa poginuo boreći se protiv Brita, podataka o Hengestovoj smrti nema sve do Galfridove Historie, koja tvrdi da je Hengestu odrubio glavu Eldol, britski vojvoda Gloucestera te pokopan na nepoznatoj grobnoj gomili.
Hengest i Horsa su bili tema umjetničkih djela. Oslikao ih je Richard Verstegan 1605. na slici Dolazak prvih predaka Engleza iz Njemačka u Britaniju u knjizi A Restitution of Decayed Intelligence, John Speed na zemljovidu Saske heptarhije 1611. i drugi.